# Жегестів
Жеге́стів (пол. Żegiestów) — село в Польщі, на Лемківщині, у гміні Мушина Новосондецького повіту Малопольського воєводства.
Населення — 1031 особа (2011).

## Розташування

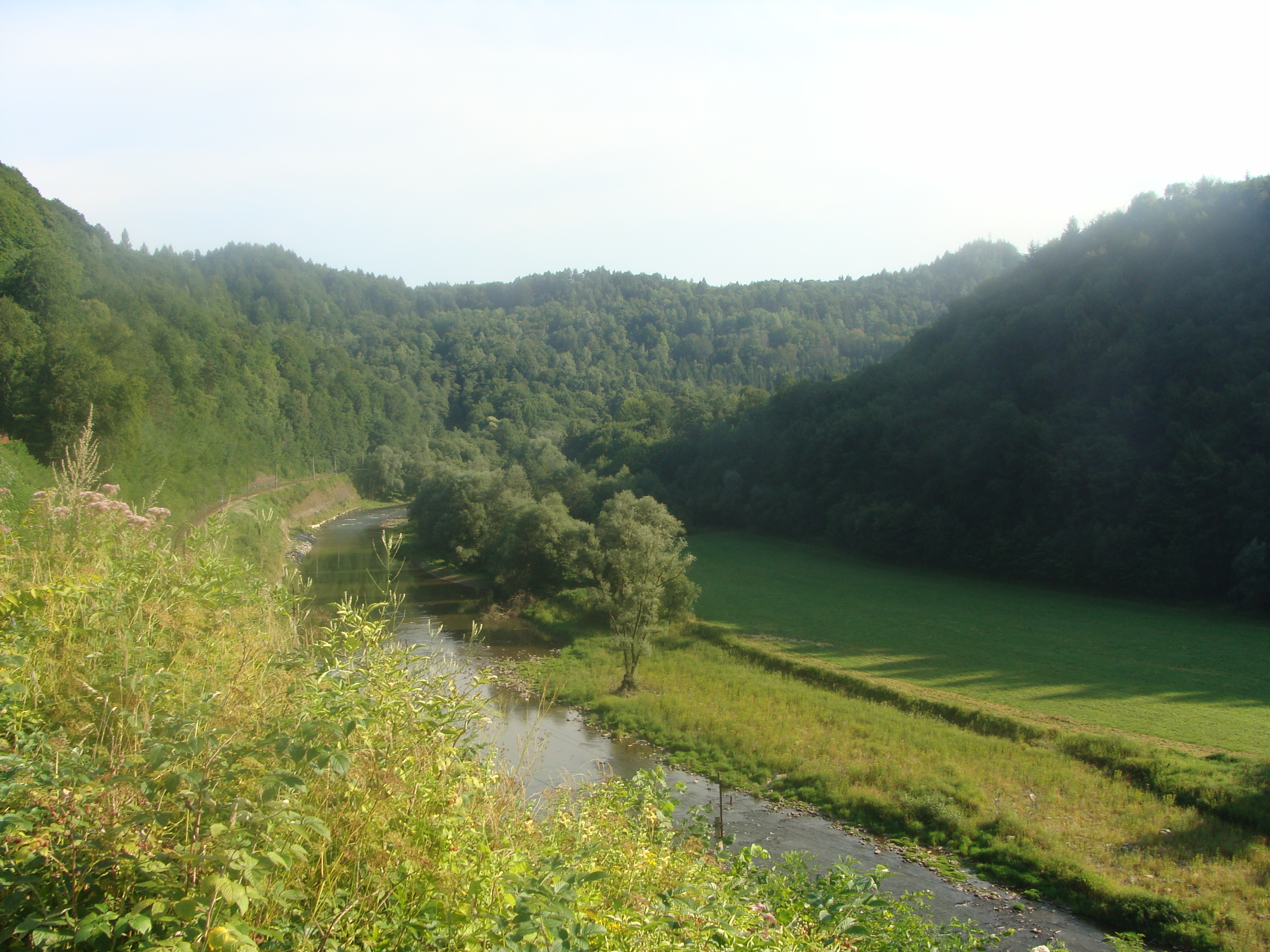
Попрад в околицях Жеґестова

Село розміщене на кордоні зі Словаччиною — на протилежному західному березі Попраду лежить село Сулин Пряшівського краю Старолюбовняського округу. На північ розташоване село Верхомля Велика, на схід — Злоцьке. Знаходиться на території Попрадського ландшафтного парку, при воєводській дорозі № 971 і при залізничній лінії № 96.

## Історія
Село Жеґестів було закріпачене 26 липня 1575 році єпископом Франциском Красінським, хоча відповідно до тодішнього права мешканці ще на 20 років були звільнені від усіх сплат, чиншів і податків. До 1781 року село належало до маєтностей краківських єпископів, далі — австрійського цісаря. Уже в XVII ст. була зведена церква.
В 1846 р. Якуб Ігнацій Медвецький викупив землі в долині Щавного потоку довкола джерела мінеральної води і розпочав будівництво перших пансіонатів і лазень, більшість пацієнтів прибували зі Словаччини.
Урочисте відкриття цісарем залізниці Тарнів-Плавеч з перестанками Жеґестів і Жеґестів-Здрій 28 липня 1876 року спричинило подальший ріст курорту. Для залізниці довелося збудувати тунель у Жеґестові, під час будівництва в обвалі загинуло 126 будівельників, а тунель довелося прокласти в обхід небезпечної ділянки. Дарма що було чимало випадків каліцтв і загибелі та використання місцевого населення тільки для грубої фізичної праці, охочих до праці не бракувало, бо оплата забезпечувала безбідне існування родини на багато років наперед.
З листопада 1918 по січень 1920 село входило до складу Лемківської Республіки.
До середини XX ст. в регіоні переважало лемківське населення. У 1939 році з 1130 жителів села — 930 українців, 190 поляків і 10 євреїв. До 1945 р. в селі була греко-католицька парафія Мушинського деканату (до неї належала також дочірня церква в селі Зубрик), була мурована в 1920 р. церква святого Архангела Михаїла, метрики велися з 1780 р.
Після Другої світової війни Лемківщина, попри сподівання лемків на входження в УРСР, була віддана Польщі, а корінне українське населення примусово-добровільно вивозилося в СРСР. Згодом, у період між 1945 і 1947 роками, у цьому районі тривала боротьба між підрозділами УПА та радянським військами. З тих, хто вижив, 1947 року під час Операції Вісла 67 були ув'язнені в концтаборі Явожно або депортовані на понімецькі землі Польщі, залишені були 42 українці (члени змішаних родин).

## Пам'ятки
- Численні пансіонати і санаторії

## Демографія
Демографічна структура станом на 31 березня 2011 року:
|          | Загалом | Допрацездатний вік | Працездатний вік | Постпрацездатний вік |
| -------- | ------- | ------------------ | ---------------- | -------------------- |
| Чоловіки | 510     | 130                | 330              | 50                   |
| Жінки    | 521     | 135                | 288              | 98                   |
| Разом    | 1031    | 265                | 618              | 148                  |